# Newcastle West End
Newcastle West End Football Club Fue un club de fútbol inglés con sede en la ciudad de Newcastle upon-Tyne, jugó las últimas décadas del Siglo XIX antes de fusionarse con el otro equipo de la ciudad, el Newcastle East End. Era un equipo habitual en la antigua Northern League y en la FA Cup. Es uno de los equipos antecesores al Newcastle United. 

## Historia
El Newcastle West End se formó en el año 1882, después de que el equipo de Críquet decidiera abrir una sección de fútbol. Principalmente jugaron en Town Moor y en Great North Road hasta 1886 cuando se mudaron al estadio St James' Park. Nada más llegar allí, coincidieron con el Newcastle East End, equipo el cual ya se estableció en el lugar y formarían una rivalidad que duró hasta su fusión en el año 1982.
El West fue uno de los miembros que fundaron la Northern League en 1889, una competición amateur ubicada principalmente en el Nordeste de Inglaterra que existió hasta 1893 cuando todos sus equipos se establecieron en las nuevas divisiones del Fútbol en Inglaterra. 
La mejor temporada del club de Tyneside fue en 1890, cuando acabaron subcampeones en su grupo y consiguiendo eliminar en la FA Cup al Grimsby Town que por entonces era uno de los mejores equipos del país. Debido a la fuerte rivalidad con el East End, el equipo entró en declive encabezado por una fuerte crisis económica, lo que le llevó a su desaparición en 1892.

### Fusión
El Newcastle East End, tenía una situación económica mucho mejor que la de sus eternos rivales, por entonces ya eran un equipo profesional y una sociedad anónima. Cuando el West se disolvió, el East aprovechó la situación y consiguieron firmar algunos de sus mejores jugadores y personal técnico. Además de quedarse en St James' Park que por aquel entonces era mejor terreno que el Chillingham Road.
En diciembre de 1892, decidieron elegir un nuevo nombre para el nuevo club de fútbol. Entre los candidatos se encontraban, Newcastle Rangers, Newcastle City o Newcastle United. Finalmente fue United el elegido para ser el oficial durante las próximas décadas. La Football Association aceptó, pero no fue hasta el 6 de septiembre de 1895 cuando se adoptó el nuevo nombre de forma legal. Oficialmente como Newcastle United Football Club Co. Ltd.